# I. Philipposz szeleukida uralkodó
I. Philipposz Philadelphosz (Φίλιππος Φιλάδελφος, ? – Kr. e. 83?) ókori hellenisztikus király, a Szeleukida Birodalom uralkodója (Kr. e. 92–től haláláig), VIII. Antiokhosz Grüposz gyermeke volt.
Kr. e. 95-ben lépett fel fivére, XI. Antiokhosz Epiphanész trónigényének támogatójaként unokatestvérükkel, X. Antiokhosszal szemben. Riválisuk azonban Kr. e. 92-ben legyőzte őket az Orontész mellett, ahol XI. Antiokhosz is elesett, mire Philipposz maga lépett fel trónkövetelőként. Sikeresen tartotta Szíria egyes területeit, miközben egy újabb fivére a ciprusi Ptolemaiosz Lathürosz segítségével Damaszkuszban kiáltotta ki magát királynak III. Démétriosz Eukairosz néven. Az összefogó fivérek, úgy tűnik, a pártusok segítségével valamikor legyőzték X. Antiokhoszt, majd megosztoztak a királyságon. 
A helyzet azonban egyiküknek sem volt ínyére, ezért rövidesen testvérharc bontakozott ki közöttük, melyben Philipposz a pártusok és a beroiai helytartó, Sztratón támogatását élvezte. Sztratón végül a pártus IX. Arsak fogságába juttatta Démétrioszt Kr. e. 88-ban. Philipposz ekkor bevonulhatott Antiokheiába, de egyeduralma nem volt tartós: Damaszkuszban és Koilé-Szíria területén egy újabb fivére, XII. Antiokhosz Dionüszosz is függetlenedett tőle. Philipposz további sorsa ismeretlen, de nagyon valószínű, hogy a több évtizedes polgárháborúktól meggyötört alattvalók által behívott II. Tigranész armeniai király buktatta meg és végeztette ki Kr. e. 83-ban.